# 私は誰でしょう
『私は誰でしょう』（わたしはだれでしょう）はNHKラジオ第1放送で1949年1月2日から1969年3月23日の延べ20年にわたり生放送されたリスナー参加型のクイズ番組である。
アメリカのラジオで放送されていた『What's My Name?』というクイズ番組を下地にした日本版アレンジ番組で、聴取者参加番組としては『NHKのど自慢』などと並び最初期のものにあたる。初代司会は高橋圭三アナウンサーで、後に市川達雄アナウンサーに交代している。
問題は、ある人物の一人称でプロフィールや実績といった文章が読み上げられ、そのヒントを手掛かりにその人物とは誰かを当てるというもの。基本的には司会者が文章を読み上げるが、題材となっている人物本人が読み上げる場合もあった。解答者1人に対し1問が出題され、正解すると賞金が贈呈されていた。
聴取者から寄せられた問題が出題されることもあった。